# BRMS1
BRMS1‏ (Breast cancer metastasis-suppressor 1) هوَ بروتين يُشَفر بواسطة جين BRMS1 في الإنسان.